# Dromaeocercus
Dromaeocercus là một chi chim trong họ Locustellidae.

## Các loài
- Dromaeocercus brunneus
- Dromaeocercus seebohmi